# Harlekinfarbwechsel
Harlekinfarbwechsel nennt man eine harmlose, lageabhängige, halbseitige, blasse bis tiefrote Verfärbung des Rumpfes und Kopfes mit klarer Trennung in der Mittellinie bei Neugeborenen. Die oben liegende Seite ist dabei blass, die unten liegende dunkel. Er tritt etwa bei 5 % der gesunden Neugeborenen auf.
Grund für die Verfärbung ist eine Unreife im hypothalamischen Vasomotorenzentrum, die dazu führt, dass die normale Gefäßverengung verzögert erfolgt. Dadurch kommt es zu einem Absacken des Blutes in die untere Körperhälfte. Sie dauert wenige Sekunden bis zwei Minuten und kann bis zum ersten Lebensjahr auftreten. Ist ein Harlekinfarbwechsel bei über vier Wochen alten Säuglingen zu beobachten, muss das Vorhandensein eines Herzfehlers ausgeschlossen werden. Bei Frühgeborenen tritt dieses Phänomen häufiger auf.